# 韦贝
卡尔·伊万诺维奇·韦贝（俄语：Карл Иванович Вебер，1841年6月17日—1910年1月8日），是俄罗斯帝国外交官、朝鲜王朝高宗李熙好友。他曾于1885–1897年间担任俄罗斯驻朝鲜首任公使，在俄馆播迁事件中协助高宗逃入俄国驻朝鲜公使馆。